# الكتاب المقدس للأطفال

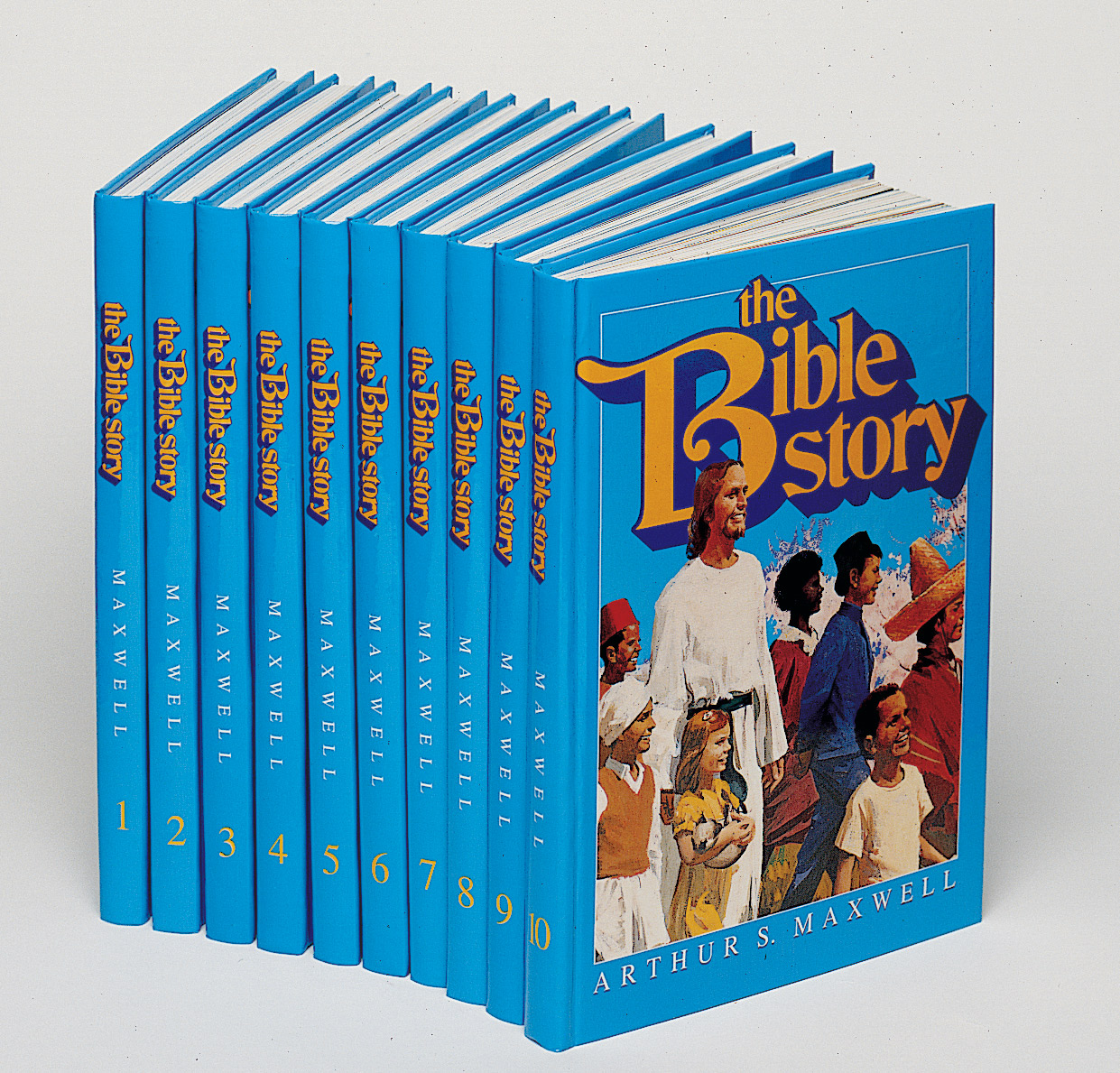
مجموعة مطبوعة للكتاب المقدس للأطفال.

الكتاب المقدس للأطفال أو الأنجيل للأطفال غالبًا ما تكون مجموعات من قصص الكتاب المقدس التي تستهدف الأطفال.
طبعت لأول مرة تسخة الكتاب المقدس والتي تستهدف الأطفال في لندن في عام 1759، وكان الكتاب المقدس للطفولة (فيلادلفيا عام 1763) أقول نسخة الكتاب المقدس للأطفال التي طبعت في أمريكا. ومنذ ذلك أصدرت العديد من دور النشر المسيحية الكتاب المقدس للأطفال في طبعات مختلفة.